# المحامون (مسلسل كوري)
المحامون (بالكورية: 변호사들)؛ هو مسلسل تلفزيوني كوري جنوبي لعام 2005 تم بثه على قناة MBC من 4 يوليو إلى 23 أغسطس 2005 يومي الإثنين والثلاثاء الساعة 21:55 لمدة 16 حلقة.

## القصة
بعد حادثة والداى جو هي ، تنتهي علاقتها مع صديقها يون سيوك كي فجأة ، تعمل جو هي كسكرتيرة المحامي سيو جيونغ هو ، ويواصل سيوك كي دراسته في الولايات المتحدة ، بعد خمس سنوات من الانفصال ، يلتقيا مرة أخرى في مكتب المحاماة ، يبدأ سيوك كي بالعمل هناك ، مع كانغ ها يونغ كسكرتير لها ، فيبدأ الصراع بينهم جميعًا.

## بطولة
- جونغ هاي يونغ بدور كيم جو هي (سكرتيرة مكتب محاماة)[3]
- كيم سانغ كيونغ بدور سيو جيونغ هو (محامي)
- كيم سونغ سوو بدور يون سيوك كي /يون اليكس (محامي)
- هان جو اون بدور يانغ ها يونغ (سكرتيرة)

## الموسيقى
تلقت الموسيقى التصويرية مراجعات إيجابية لتناسبها بشكل جيد مع القصة والجو العام للعمل. وهي مبنية على الموسيقى الكلاسيكية الحديثة، بالإضافة إلى ذلك، تم تنفيذ التسجيل الموسيقي الكامل للألبوم بواسطة "أوركسترا موسفيلم الروسية" في العاصمة موسكو.
- الوكالة : Note Music (노트뮤직)
- الناشر: Bugs (NHN벅스)
- المدير الموسيقي : تشوي وان هي (بالكورية: 최완희)؛ المعروف ببراغ Praha (밀레)
- تاريخ النشر :2005/07/12

| عنوان                                     | فنان                    | التأليف الموسيقي                                       |
| ----------------------------------------- | ----------------------- | ------------------------------------------------------ |
| Intro                                     | Praha (밀레)            | بواسطة تشوي وان هي المعروف (براغ) بتعاون مع وي جونغ سو |
| Red Road - 영혼의 방랑자 (Feat. Mithra眞) | ايم تاي كيونغ (임태경)  | بواسطة تشوي وان هي المعروف (براغ) بتعاون مع وي جونغ سو |
| 스쳐 지나가다                             | Koffee                  | بواسطة تشوي وان هي المعروف (براغ) بتعاون مع وي جونغ سو |
| 가시장미 (Classic Ver.)                   | MyungJoo (명주)         | بواسطة تشوي وان هي المعروف (براغ) بتعاون مع وي جونغ سو |
| Blue Road - 마지막 눈물                   | MC Sniper (MC 스나이퍼) | بواسطة تشوي وان هي المعروف (براغ) بتعاون مع وي جونغ سو |
| 슬퍼하지마                                | 저스트 JUST             | بواسطة تشوي وان هي المعروف (براغ) بتعاون مع وي جونغ سو |
| 가난한 사랑의 노래                        | MyungJoo (명주)         | بواسطة تشوي وان هي المعروف (براغ) بتعاون مع وي جونغ سو |
| 날 데려가 줘                              | Booth                   | بواسطة تشوي وان هي المعروف (براغ) بتعاون مع وي جونغ سو |
| White Road - 눈물보다 슬픈 미소           | ايم تاي كيونغ (임태경)  | بواسطة تشوي وان هي المعروف (براغ) بتعاون مع وي جونغ سو |
| 가시장미 (Pop Ver.)                       | 밀레 mille              | بواسطة تشوي وان هي المعروف (براغ) بتعاون مع وي جونغ سو |
| Waltz For Tears                           | Praha (밀레)            | بواسطة تشوي وان هي المعروف (براغ) بتعاون مع وي جونغ سو |
| Red Road (Inst.)                          | ايم تاي كيونغ (임태경)  | بواسطة تشوي وان هي المعروف (براغ) بتعاون مع وي جونغ سو |
| Tango For Sad                             | Praha (밀레)            | بواسطة تشوي وان هي المعروف (براغ) بتعاون مع وي جونغ سو |
| Love                                      | Mary-M 메리-엠          | بواسطة تشوي وان هي المعروف (براغ) بتعاون مع وي جونغ سو |

## روابط خارجية
المحامون على موقع IMDb (الإنجليزية)
- المحامون على موقع كينوبويسك (الروسية)